# Begraafplaats van Olsene (Kerkstraat)
De Begraafplaats van Olsene (Kerkstraat) is een gemeentelijke begraafplaats in het Belgische dorp Olsene, een deelgemeente van Zulte (Oost-Vlaanderen). De begraafplaats ligt aan het einde van de Kerkstraat op 850 m ten noordwesten van het dorpscentrum (Sint-Pieterskerk) en wordt nog Oud Kerkhof genoemd. Vroeger stond hier de oude parochiekerk die in 1880 wegens te bouwvallig werd afgebroken. De nieuwe kerk werd een kilometer verder gebouwd aan het kruispunt van de Kerkstraat met de Grote Steenweg. De begraafplaats heeft een min of meer ovale vorm en wordt omgeven door een hoge bakstenen muur. Er zijn twee toegangen, elk bestaande uit een tweedelig traliehek.
Een nieuwe begraafplaats werd ruim 200 m westelijker aangelegd in de Hamstraat.

## Franse oorlogsgraven

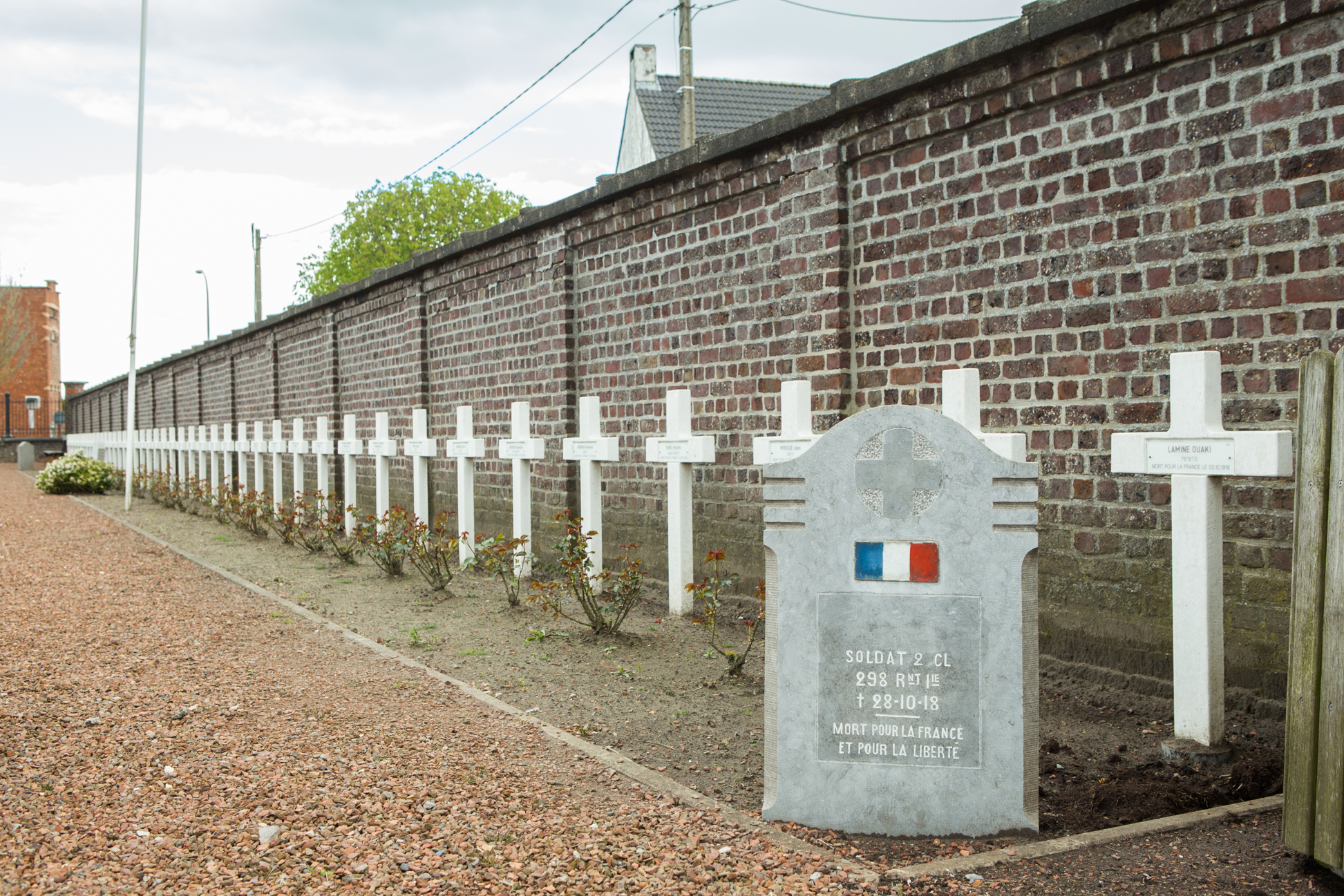
Franse graven

Tegen de zuidwestelijke muur van de begraafplaats liggen 44 graven van Franse militairen die sneuvelden in oktober-september 1918 tijdens het eindoffensief van de Eerste Wereldoorlog. Tussen hen ligt ook het graf van zuster Sainte Geneviève (geb. Clémence Renard) die als verpleegster diende bij het Franse leger.

## Brits oorlogsgraf
Centraal op de begraafplaats ligt het graf van de Britse sergeant Lawrence Arthur Orchard. Hij diende bij het Royal Armoured Corps en sneuvelde op 6 september 1944.
Zijn graf wordt onderhouden door de Commonwealth War Graves Commission en is daar geregistreerd onder Olsene Communal Cemetery.